# (6428) Barlach
(6428) Barlach (3513 P-L) – planetoida z grupy pasa głównego asteroid okrążająca Słońce w ciągu 4,15 lat w średniej odległości 2,58 j.a. Odkryta 17 października 1960 roku.